# Mollinedia engleriana
Mollinedia engleriana es una especie de planta de flores perteneciente a la familia Monimiaceae. Es endémica de Brasil. La especie se encuentra en pocas localidades de Río de Janeiro y São Paulo y en cantidades reducidas. Se desarrolla en áreas siempre verdes de selvas lluviosas de montaña.

## Fuente
- Peixoto, A.L. 1998.  Mollinedia engleriana.   2006 IUCN Red List of Threatened Species.   Bajado el 22-08-2007.